# Karuly
Karuly (Coruia) falu Romániában, Máramaros megyében.

## Fekvése
Máramaros megye nyugati részén a Lápos völgyében, Oláhkékestől délre, a Lápos folyó jobb partján fekvő település.

## Története
Nevét a korabeli oklevelek 1405-ben említik először Korullya néven. 1475-ben nevét már Karulyá-nak írták.
A település a kővári uradalomhoz tartozott és a XVIII. századig annak sorsában osztozott. A 18. században a településre a Vér család kapott királyi adományt. A 20. század elején Orbán Andor volt legnagyobb birtokosa.
A trianoni békeszerződés előtt Szatmár vármegyéhez tartozott.

## Nevezetességek
- Szent Anna-fatemplom[1]
- Határán folyik át a Lápos.